# 黑森统治者列表
黑森家族可追溯至1264年，布拉班特公爵亨利二世（Henri II，1207年-1248年）与第二位妻子图林根公主索非亚（1224年-1275年）的长子“孩子”亨利（在亨利二世所有儿子中排行第二，所以不能继承布拉班特公国）在这一年被封为黑森伯爵。黑森的所有统治者都属于洛林-布拉班特王朝。
“孩子”亨利的曾祖父是下洛林公爵霍德弗里德三世（Godevaard III），外祖父是圖林根領地伯爵路德维希四世。他的祖先馬斯郜的雷基那爾一世（Reginar I von Maasgau）作为皇帝洛泰尔一世的外孙被封为洛林公爵，随着卡洛林王朝的灭亡，洛林被当地的贵族们瓜分。雷基那爾一世的曾孙朗贝尔一世（Lambert I）成了鲁文伯爵（Comte de Louvain）。1106年，当时的鲁文伯爵霍德弗里德一世从下洛林公爵林堡伯國交易到下洛林公国。由于当地贵族的武力反对，鲁文伯爵家族于1186年用洛林换来布拉班特，下洛林公爵霍德弗里德三世成为布拉班特伯爵，他的儿子亨利一世将布拉班特升为公国。作为布拉班特和图林根联姻的后代“孩子”亨利应拥有广大的土地，何况他母亲索菲的叔叔亨利·拉斯佩曾与皇帝腓特烈二世争夺过王位。然而，亨利二世与索菲的一个表弟，邁森的亨利（维丁王朝的祖先）取得了萨克森和图林根的广阔领地，“孩子”亨利只得到黑森作为安慰。

## 黑森伯爵
- 1264年-1308年：亨利一世（Heinrich I ），稱"das Kind"， 绰号“孩子”
- 1308年-1328年：奥托一世（Otto I）
- 1308年-1311年：约翰（英语：John, Landgrave of Lower Hesse）（Johann ），下黑森伯爵，“孩子”亨利的第四子，无嗣
- 1328年-1377年：亨利二世（Heinrich II），稱 "der Eiserne" ，奥托一世长子，在马尔堡，绰号“铁人”
- 1328年-1377年：奥托二世（德语：Otto (Magdeburg)）（Otto II），奥托一世的次子，绰号“年輕的”，在馬德堡，无嗣
- 1328年-1345年：路德维希 (黑森)（英语：Louis the Junker）（Louis (I) the Junker）， 奥托一世第三子，在格雷本施泰因
- 1328年-1368/70年：赫爾曼一世（德语：Hermann I. von Hessen）（Hermann I von Hessen-Nordeck），奥托一世第四子，在诺德克
- 1367年-1413年：赫爾曼二世（Hermann II ），路德维希之子
- 1413年-1458年：路德维希一世 (黑森)（英语：Louis I, Landgrave of Hesse）（Louis I the Peaceful），赫爾曼二世之子

1458年，黑森分为黑森-卡塞尔和黑森-马尔堡。

### 黑森-卡塞尔伯爵
- 1458年-1471年：路德维希二世（英语：Louis II, Landgrave of Lower Hesse）（Ludwig II von Hessen-Kassel ）
- 1471年-1493年：威廉一世（英语：William I, Landgrave of Lower Hesse）（Wilhelm I ），路德维希三世长子
- 1493年-1509年：威廉二世（英语：William II, Landgrave of Hesse）（Wilhelm II）， 路德维希三世次子，1500年得到马尔堡
- 1509年-1567年：腓力一世，稱"der Grossmüthige"， 威廉二世的次子，绰号“宽宏的”

1567年，黑森分为黑森-卡塞尔、黑森-马尔堡、黑森-莱茵菲尔斯和黑森-达姆施塔特。

### 黑森-马尔堡伯爵
- 1458年-1483年：亨利三世（英语：Henry III, Landgrave of Upper Hesse）（Heinrich III von Hessen-Marburg ），路德维希二世次子
- 1483年-1500年：威廉三世（英语：William III, Landgrave of Hesse）（Wilhelm III）

威廉三世没有子嗣，他死后黑森-马尔堡并入黑森-卡塞尔。

## 黑森-卡塞尔伯爵
- 1567年-1592年：威廉四世（Wilhelm IV von Hessen-Kassel ），菲力普一世长子
- 1592年-1627年：莫里茨（Moritz）

1627年，黑森-卡塞尔分出黑森-罗滕堡和黑森-埃施魏格，1683年分出黑森-莱茵菲尔斯-罗滕堡。
- 1627年-1637年：威廉五世（Wilhelm V von Hessen-Kassel ），莫里茨第三子
- 1637年-1663年：威廉六世（Wilhelm VI）

1663年，黑森-卡塞尔分出黑森-菲利普斯塔尔
- 1663年-1670年：威廉七世（Wilhelm VII）， 威廉六世长子
- 1670年-1730年：卡尔一世（Karl ），威廉六世次子
- 1730年-1751年：弗里德里希一世（Friedrich I ），卡尔第三子，1720年起任瑞典国王
- 1751年-1760年：威廉八世（Wilhelm VIII ），卡尔第六子
- 1760年-1785年：弗里德里希二世（Friedrich II）
- 1785年-1803年：威廉九世（Wilhelm IX ）1803年成为黑森选侯

### 黑森選帝侯
- 1663年-1721年：菲利普（Philipp von Hessen-Philippsthal ），威廉六世第三子

1721年黑森-菲利普斯塔尔分出黑森-菲利普斯塔尔-巴希费尔德
- 1721年-1770年：卡尔一世（Karl）， 菲力普的长子
- 1770年-1806年：威廉（Wilhelm ），1810年去世

1806年黑森-菲利普斯塔尔并入威斯特法伦王国，1813年作为黑森-卡塞尔选侯国的一个邦国复辟。
- 1813年-1816年：路德維希（Ludwig）
- 1816年-1849年：恩斯特·康斯坦丁（Ernst Konstantin）
- 1849年-1868年：卡尔二世（Karl ），

1866年黑森-菲利普斯塔尔被普鲁士吞并，但伯爵称号仍然保留。
- 1868年-1925年：恩斯特（Ernst）

恩斯特没有子嗣，黑森-菲利普斯塔尔于1925年绝嗣。

#### 黑森-菲利普斯塔尔-巴希费尔德伯爵
- 1721年-1761年：威廉（Wilhelm von Hessen-Philippsthal-Barchfeld）， 菲利普第三子
- 1761年-1803年：阿道夫（Adolf）
- 1803年-1806年：卡尔（Karl ）

1806年黑森-菲利普斯塔尔-巴希费尔德并入威斯特法伦王国，1813年作为黑森-卡塞尔选侯国的一个邦国复辟。
- 1813年-1854年：卡尔（Karl ）
- 1854年-1866年：亚历克西斯（Alexis）

1866年黑森-菲利普斯塔尔-巴希费尔德被普鲁士吞并，但伯爵称号仍然保留。

### 黑森-罗滕堡伯爵
- 1627年-1658年：赫尔曼四世（Hermann von Hessen-Rotenburg ），莫里茨第五子，无子

### 黑森-埃施魏格伯爵
- 1627年-1655年：弗里德里希（Friedrich von Hessen-Eschwege ），莫里茨第七子，没有子嗣

### 黑森-莱茵菲尔斯-罗滕堡伯爵
- 1683年-1693年：恩斯特一世（Ernst I of Hessen-Rheinfels-Rotenburg ），莫里茨第九子

1693年，黑森-莱茵菲尔斯-罗滕堡分出黑森-万弗里德。
- 1693年-1725年：威廉一世（Wilhelm ），恩斯特一世长子
- 1725年-1749年：恩斯特·利奥波德（Ernst Leopold）
- 1749年-1778年：康斯坦丁（Konstantin ）
- 1778年-1806年：卡尔·埃曼努埃尔（Karl Emanuel ），1812年去世

1806年黑森-莱茵菲尔斯-罗滕堡并入威斯特法伦王国，1813年作为黑森-卡塞尔选侯国的一个邦国复辟。
- 1813年-1834年：維克多·阿瑪迪斯（Viktor Amadeus）， 被封为拉提波和科尔维公爵（Herzog von Ratibor und Corvey）

维克多·阿玛多依斯没有子嗣，黑森-莱茵菲尔斯-罗滕堡于1834年并入黑森-卡塞尔选侯国。

#### 黑森-万弗里德伯爵
- 1693年-1711年：卡尔（Karl von Hessen-Wanfried ），恩斯特一世次子
- 1711年-1731年：威廉二世（Wilhelm），

威廉没有子嗣，黑森-万弗里德并入黑森-莱茵菲尔斯-罗滕堡。

## 黑森-马尔堡伯爵
- 1567年-1604年：路德维希四世（Ludwig IV）， 菲利普一世第三子

1604年路德维希四世去世，没有子嗣，黑森-卡塞尔和黑森-达姆施塔特都要求得到马尔堡，最终在1648年，黑森-卡塞尔和黑森-达姆施塔特平分了黑森-马尔堡。

## 黑森-莱茵菲尔斯伯爵
- 1567年-1583年：菲利普二世（Philipp II von Hesse-Rheinfels ），菲利普一世第四子

菲力普二世没有子嗣，他死后国土被黑森-卡塞尔、黑森-马尔堡和黑森-达姆施塔特平分。

## 黑森-达姆施塔特伯爵
- 1567年-1596年：格奥尔格一世（Georg I von Hessen-Darmstadt， 菲利普一世第五子

1596年，黑森-达姆施塔特分出黑森-布茨巴赫和黑森-霍姆堡。
- 1596年-1626年：路德维希五世（Ludwig V）， 格奥尔格一世次子
- 1626年-1661年：格奥尔格二世（Georg II ），路德维希五世长子

1626年，黑森-达姆施塔特分出黑森-布劳巴赫：
1626年-1651年：约翰（Johann von Hessen-Braubach）， 黑森-布劳巴赫伯爵，路德维希五世次子，无嗣
- 1661年-1678年：路德维希六世（Ludwig VI）， 格奥尔格二世长子

1661年，黑森-达姆施塔特分出黑森-伊特尔：
1661年-1676年：格奥尔格（Georg von Hessen-Itter ），黑森-伊特尔伯爵，格奥尔格二世次子，无嗣
- 1678年：路德维希七世（Ludwig VII）
- 1678年-1739年：恩斯特·路德维希（Ernst Ludwig）
- 1739年-1768年：路德维希八世（Ludwig VIII）
- 1768年-1790年：路德维希九世（Ludwig IX）
- 1790年-1806年：路德维希十世（Ludwig X ），1806年成为黑森大公

### 黑森-布茨巴赫伯爵
- 1596年-1643年：菲利普三世（英语：Philip III, Landgrave of Hesse-Butzbach）（Philipp von Hessen-Butzbach）， 格奥尔格一世第三子，无嗣

黑森-布茨巴赫于1643年绝嗣，归于黑森-达姆施塔特。

### 黑森-霍姆堡伯爵
- 1596年-1638年：弗里德里希一世（Friedrich I von Hessen-Homburg ），格奥尔格一世第四子
- 1638年-1708年：弗里德里希二世（Friedrich II）
- 1708年-1746年：弗里德里希三世·雅各布（Friedrich III Jakob）
- 1746年-1751年：弗里德里希四世·卡尔（Friedrich IV Karl）， 弗里德里希三世·雅各布之侄
- 1751年-1820年：弗里德里希五世·路德维希（Friedrich V Ludwig）
- 1820年-1829年：弗里德里希六世·约瑟夫（Friedrich VI Joseph）， 弗里德里希五世·路德维希长子
- 1829年-1839年：路德维希·威廉（Ludwig ），弗里德里希五世·路德维希次子
- 1839年-1846年：菲利普（Philipp）， 弗里德里希五世·路德维希第五子
- 1846年-1848年：古斯塔夫（Gustav）， 弗里德里希五世·路德维希第六子
- 1848年-1866年：斐迪南（Ferdinand ），弗里德里希五世·路德维希第七子

弗里德里希五世·路德维希的儿子们都没有子嗣，因此黑森-霍姆堡于1866年绝嗣，被并入黑森和莱茵大公国。

## 黑森（-卡塞尔）选侯
黑森-卡塞尔于1803年被拿破仑升为选侯国。
- 1803年-1806年，1813年-1821年：威廉一世（Wilhelm I）

1806年黑森选侯国并入威斯特法伦王国，1813年复辟。
- 1821年-1847年：威廉二世（Wilhelm II）
- 1847年-1866年：弗里德里希·威廉（Friedrich Wilhelm）

1866年，黑森选侯国被普鲁士吞并，成为普鲁士黑森-拿骚省的一部分。

## 黑森（-达姆施塔特）和莱茵大公
1806年，黑森-达姆施塔特被升为黑森大公国，1816年得到莱茵河畔部分领地，更名黑森和莱茵大公国（Hessen und bei Rhein）。
- 1806年-1830年：路德维希一世（Ludwig I）
- 1830年-1848年：路德维希二世（Ludwig II）
- 1848年-1877年：路德维希三世（Ludwig III），无子嗣
- 1877年-1892年：路德维希四世（Ludwig IV ），路德维希三世大公的侄儿
- 1892年-1918年：恩斯特·路德维希（Ernst Ludwig）

1918年，恩斯特·路德维希大公被推翻，黑森和莱茵大公国君主制覆灭。

### 黑森-巴滕堡亲王
1851年，路德维希二世大公的第三子亚历山大与朱莉·冯·霍克女伯爵结婚，因为双方身份悬殊，他们的婚姻在当时被视为贵庶通婚，虽合法但他们的后代不再被视为黑森和莱茵大公国的成员，也无继承权。另贬赐为巴滕堡亲王的虚衔。1917年，巴滕堡亲王们放弃自己的德国贵族头衔，加入英国国籍并改姓蒙巴顿（Mountbatten）。

## 黑森家族族长

### 卡塞尔支
- 1866年-1875年：腓特烈·威廉一世（Friedrich Wilhelm）， 前选侯

1875年，选侯腓特烈·威廉一世去世，由于他的与平民的婚姻，他的后代不能继承他的爵位，黑森-卡塞尔支的选侯头衔也被取消。他的堂弟，选侯威廉一世四弟腓特烈的孙子腓特烈·威廉成为卡塞尔支的族长，称黑森伯爵。
- 1875年-1884年：腓特烈·威廉（Friedrich Wilhelm）
- 1884年-1888年：腓特烈·威廉（Friedrich Wilhelm）， 腓特烈·威廉的次子，1888年遇海难去世
- 1888年-1925年：亚历山大·弗里德里希（Alexander Friedrich）， 腓特烈·威廉的第四子，1925年放弃卡塞尔支族长的头衔
- 1925年-1940年：腓特烈·卡爾（Friedrich Karl ），腓特烈·威廉的第五子，1918年被推选为芬兰国王，称韦伊诺一世（Väinö I），但并未登基
- 1940年-1980年：菲利普（Philipp ），1968年成为全黑森的家族族长，黑森大公继承人
- 1980年-2013年：莫里茨（Moritz ）
- 2013年至今：多纳图斯（Donatus）

### 达姆施塔特支
- 1918年-1937年：恩斯特·路德维希（Ernst Ludwig ），前大公
- 1937年：格奥尔格·多纳图斯（Georg Donatus ），恩斯特·路德维希次子
- 1937年-1968年：路德维希（五世）（Ludwig ） 恩斯特·路德维希第三子

1968年，达姆施塔特支绝嗣，黑森家族只剩卡塞尔支和卡塞尔支的分支菲利普斯塔尔支，卡塞尔支成为长系并拥有大公继承权。

### 菲利普斯塔尔支
- 1866年-1905年：亚历克西斯（Alexis）
- 1905年-1954年：克洛维（Chlodwig ），亚历克西斯之侄，1925年成为黑森-菲利普斯塔尔伯爵
- 1954年至今：威廉（Wilhelm ），克洛维的长孙，称黑森亲王和伯爵